# Tramwaj wodny we Wrocławiu

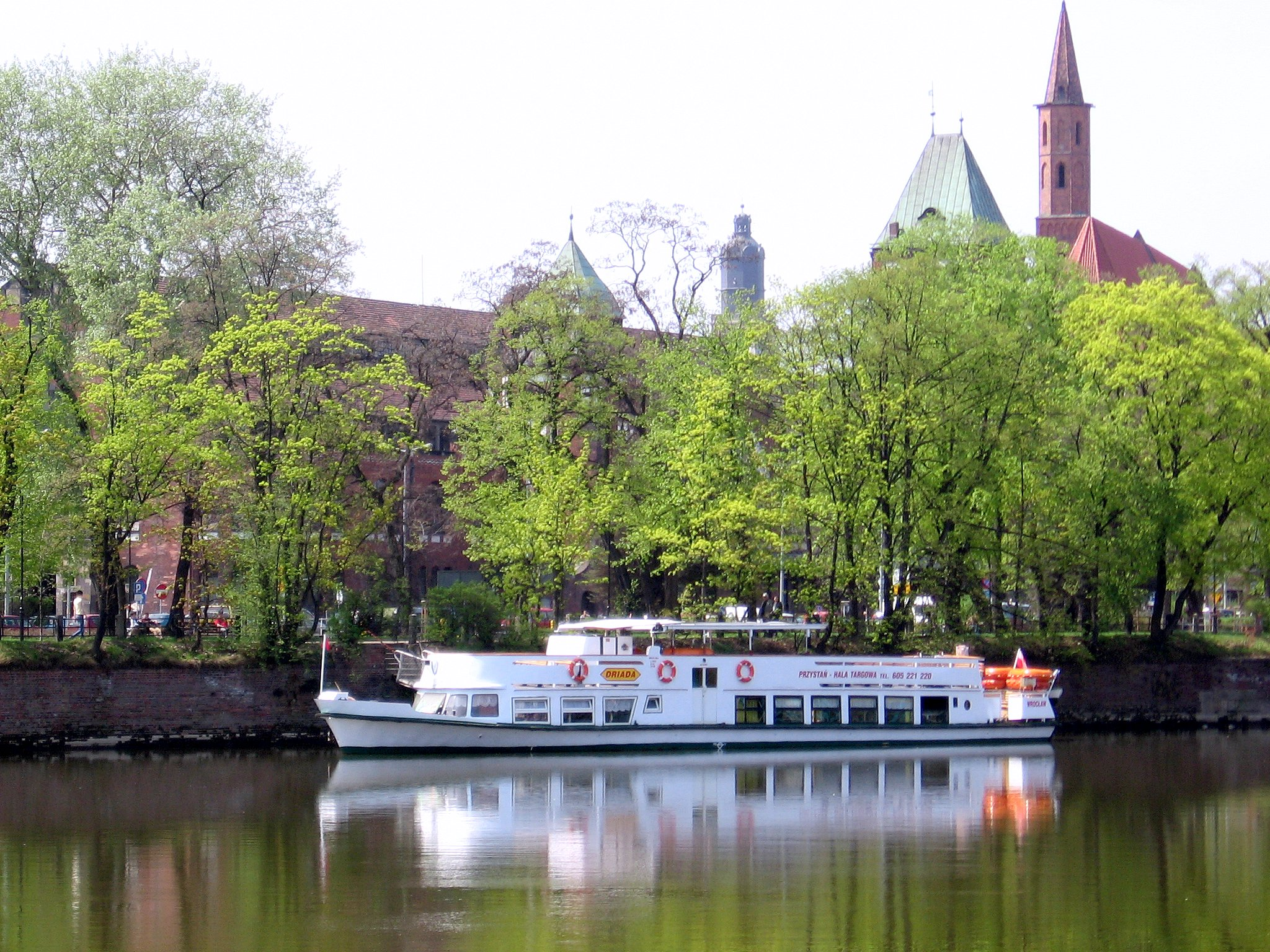
Przystań przy Hali Targowej

Tramwaj wodny we Wrocławiu – stosowany do lat 50. XX w. we Wrocławiu system komunikacji miejskiej oparty na tzw. tramwajach wodnych. Ten element komunikacji miejskiej stanowił jedynie uzupełnienie innych środków transportu. Były to małe statki wodne przeznaczone do regularnego przewozu pasażerów na wyznaczonych trasach i według ustalonego rozkładu jazdy. Użytkowane jednostki były statkami motorowymi, mieszczącymi maksymalnie od 50 do 60 osób. 
Do przewozu pasażerów użytkowano między innymi następujące statki: Sommerstraum, Wintermärchen I, Wintermärchen II, Graf Hatzfold, Deutschland, Möwe. Ocalałe jednostki eksploatowano również po 1945 roku jako uzupełnienie odbudowywanej komunikacji miejskiej. Jednostki miały nadane nowe nazwy: 22 Lipca, 1 Maja, 15 Grudnia, Grunwald, Kinga (później Lenino – tylko w odniesieniu do tej jednostki wiadomo, że przed wojną był to Wintermärchen I pochodzący z 1877 roku).
Przed wybuchem II wojny światowej eksploatowano takie jednostki na następujących trasach:
- Hala Targowa (Przystań przy Hali Targowej) – Śluza Piaskowa – Śluza Mieszczańska – Osobowice
- Przystań Zwierzyniecka – Kanał Miejski – Osobowice
- Hala Targowa – Bartoszowice – Przystań Wilhelmshafen.

Po zakończeniu II wojny światowej funkcjonowały następujące linie:
- Hala Targowa – Bartoszowice
- Przystań Zwierzyniecka – Kanał Miejski – Osobowice
- Most Pomorski – Osobowice.

W latach 50. XX wieku zlikwidowano regularne linie tramwajów wodnych, a statki te przez pewien czas eksploatowano jako statki wycieczkowe. Zostały następnie zastąpione statkami typu SP-150. Najstarszym tramwajem wodnym we Wrocławiu jest Kaczuszka, wybudowana przez miasto w 1969 roku we wrocławskiej Remontowej Stoczni Rzecznej. Kaczuszka pływa obecnie na trasach turystycznych jako statek wycieczkowy białej floty.